# Lasioglossum nitididorsatum
Lasioglossum nitididorsatum är en biart som först beskrevs av Raymond Benoist 1950.  Lasioglossum nitididorsatum ingår i släktet smalbin, och familjen vägbin. Inga underarter finns listade i Catalogue of Life.